# Pholadomyoidea
Super-famille
La super-famille des Pholadomyoidea est une super-famille de mollusques bivalves marins.

## Liste des familles
Selon World Register of Marine Species (15 décembre 2018) :
- famille des Arenigomyidae Carter, 2011 †
- famille des Margaritariidae Vokes, 1964 †
- famille des Parilimyidae Morton, 1981
- famille des Pholadomyidae King, 1844
- famille des Ucumariidae Sánchez, 2003 †